# Диодор Сицилийски
Диодор Сицилийски (на гръцки: Διόδωρος Σικελιώτης; на латински: Diodorus Siculus) е древногръцки историк и пътешественик -  в младежките си години пътува из Европа, Мала Азия и Северна Африка. Автор е на историческия сборник Bibliotheca historica (Историческа библиотека), състоящ се от 40 книги, разделени в 3 части - за нея писателят събира материали в течение на 30 години. Пише на наречието койне (гръцки диалект от епохата на елинизма). Често е наричан „александрийски граматик“ заради работата си в Александрийската библиотека; в Александрия, Египет той живее в периода 60 – 56 г. пр.н.е., но прекарва много време и в Рим.

## Творчество
Първата част на "Историческа библиотека" е на географска тематика и описва историята и културата на Древен Египет (книга I), на Месопотамия, Индия, Скития и Арабия (II), на Северна Африка (III) и на Древна Гърция и други места в Европа (IV-VI). Във втората част (книги VII-XVII) се описва историята на света от Троянската война (продължила 10 години, според Омир, но точната й датировка не е сигурна, макар да е ясно, че е векове преди неговото поколение) до смъртта на Александър Велики (323 г. пр.н.е.) Третата част (книги XVIII-XL) се отнася за историческите събития от времето на диадохите (военачалниците, разделили си владенията на Македонската империя, след смъртта на Александър Велики) до или 60 г. пр.н.е., или началото на войните на Юлий Цезар в Галия (45 пр.н.е.). Изцяло запазени са книги 1 – 5 и 11 – 20, от останалите има голям брой откъси. 
Произведението е важно за опознаването на други - частично запазени - творби, исторически сведения, от които са компилирани в него. При изложението на историята на Асирия и Мидия източник за Диодор е бил по всяка вероятност произведение на Ктезий, за Египет - на Хекатей от Абдера, за Индия – на Мегастен, за Гърция – на Ефор и някои от историците на Александър Македонски. Използвал е и трудове на Йероним от Кардия, Полибий, Посидоний, а вероятно и на някои римски историци като Фабий Пиктор. Произведението на Диодор Сицилийски е особено важно в качеството си на източник на сведения за епохата на Филип Македонски, епохата след смъртта на Александър Македонски, историята на Сицилия и ранната римска история, за която той дава по-подробна информация от тази на Тит Ливий.
Повествованието е подчинено на принципа на аналите, т..е данните са подредени хронологически. Отчитането на времето се води по датите на древните олимпиади (през 4 години) и списъците на атическите архонти и на римските консули (по принцип всички те избирани нови ежегодно) и поради това хронология на събитията често е погрешно посочвана. 

## Отношение на изследователите към Историческа библиотека
Отношението към произведенията на Диодор се променя с течение на времето. По неизвестни за нас причини съвременниците му не го споменават, въпреки че е пътувал много. Може би той не се е стремял да общува с личности, познати ни исторически, и не е рекламирал написването на своето произведение, което му е отнело около 30 години.
Дълго време Диодор като историк се оценява негативно и надделя критично отношение към творчеството му. Имаше некритично отношение към първоизточниците, често объркване в хронологията, посочване вместо действителните причини за събитията и аналитично разглеждане на исторически факти на добре познати предсказания и поличби.
През 19 век сред историците има изключително критично отношение към древната историческа традиция като такава, включително, разбира се, към Историческата библиотека. Класическият представител на концепцията за един източник (Einquellentheorie) К. А. Волквардсен смята, че Диодор е преписал гръцката история от Ефор, сицилианската от Тимей и римската от Фабий. Тази хипотеза беше убедително опровергана от професора от Новоросийския университет М. И. Мандес въз основа на изворов анализ на творчеството на Диодор.
Теорията за един източник започва да бъде обект на масова критика към края на 19 век. Опровергаването на концепцията на Einquellentheorie обаче не означаваше появата на каквато и да е положителна идея за чертите на произведенията на Диодор, а негативното отношение към „Историческата библиотека“ остава непроменено. Най-яркият представител на тази тенденция е К. Ваксмут, който нарича Диодор компилатор, неспособен на творчески подход, и смята, че мислите на увода към произведението са заимствани. В същото време Ваксмут счита изказването на автора за съществуването на универсален исторически възглед, изразено в увода, за необосновано и непотвърдено от самия текст на историка.
В същото време Диодор започва да се разглежда като представител на историческата епоха на Цезар и Август с всички характеристики на светоусещането в условията на формирането на Рим като световна сила. През това време се наблюдава значителен интерес към съставянето на справочници и исторически обзори, тъй като това изисква разбиране на историята на съседните народи за практически цели. Е. Шварц посочи, че Диодор не просто копира текстовете на споменатите автори, неговите описания са унифицирани по език и стил на писане, забелязва се и желанието да се опише синхронно гръко-римската история.
Много изследователи продължават да се позовават на „Историческата библиотека“ изключително по критичен начин през 20-ти век. Обобщеното им мнение е изразено от Дж. Бъри: стойността на Диодор е само в запазването на цитатите на споменатите от него автори и нищо повече. Още по-остро, с прехода към личности, го формулира А. Д. Нок, наричайки историка „малък човек с претенции“.
Принципно нов етап от историографията по отношение на Диадор възниква от 30-те години на XX век. – тук трябва да се отбележи дисертацията на М. Кунц, която анализира общото въведение и предговорите към главите. Доказано е, че тези текстове са написани от самия автор, въз основа на схващанията, които са били разпространени по негово време в историографията на Елада. И накрая, нов облик се формира през втората половина на 1950-те. Класическият труд на И. Палма, който запазва научната си стойност и сега, убедително показва филологическото единство на „Историческата библиотека“, която следователно е самостоятелно произведение, а не компилация. Същото мнение споделя и Р. Лакер, като допълнително изтъква възгледа на Диодор за историята като процес на обединение на цялото човечество, което съответства на мирогледа от времето на Цезар. М. Паван смята идеята за универсалната история, посочена от историка във въведението, за централна тема на цялото многотомно произведение. Според него тази етико-философска концепция не е заимствана от Диодор от никого, както смятат някои историци, а е негово мнение, макар че в основната идея съвпада с позициите на Полибий и Посидоний.
От 90-те години на XX век при изучаването на литературното наследство на Диодор те започват активно да използват не само традиционния аналитичен метод, но и сложния. Концепцията е предложена от К. Сакс в неговия труд Diodorus Siculus and the First Century. Ученият изоставя идеята за внимателно идентифициране на първоизточниците на „Историческата библиотека“, която преди това обичаха историците, и вместо това изучава личния възглед на Диодор за историческия процес, който описва. Сакс подчертава липсата на холистичен поглед върху текста като основен недостатък на класическото изворознание. Основният извод е интересен, доста неочакван: вероятно Диодор е бил в опозиция на развиващата се Римска империя и е бил представител на „литературната съпротива“